# 808 (numero)
Ottocentootto (808) è il numero naturale dopo l'807 e prima dell'809.

## Proprietà matematiche
- È un numero pari.
- È un numero composto con 8 divisori: 1, 2, 4, 8, 101, 202, 404, 808. Poiché la somma dei suoi divisori (escluso il numero stesso) è 722 < 808, è un numero difettivo.
- È un numero malvagio.
- È parte delle terne pitagoriche (160, 792, 808), (606, 808, 1010), (808, 1515, 1717), (808, 10185, 10217), (808, 20394, 20410), (808, 40800, 40808), (808, 81606, 81610), (808, 163215, 163217).
- È un numero palindromo e un numero ondulante nel sistema numerico decimale.

## Astronomia
- 808 Merxia è un asteroide della fascia principale del sistema solare.
- NGC 808 è una galassia spirale della costellazione della Balena.

## Astronautica
- Cosmos 808 è un satellite artificiale russo.

## Altri ambiti
- 808 State è un gruppo di musica elettronica britannico creato nel 1988 a Manchester.
- 808 chō hyōri - Kewaishi è un manga di Shōtarō Ishinomori, pubblicato da Shogakukan su Big Comic dal 1983 al 1984.
- La Roland TR-808 è una drum machine progettata dalla Roland nel 1980.
- Il Nokia 808 PureView è uno smartphone della Nokia.
- Cyber City Oedo 808 è una mini serie OAV di genere cyberpunk, realizzata dalla Madhouse e diretta tra il 1990 ed il 1991 dal regista giapponese Yoshiaki Kawajiri.
- 808s & Heartbreak è il quarto album dell'artista statunitense hip-hop Kanye West, pubblicato il 24 novembre 2008 dall'etichetta Roc-A-Fella.
- Il Piaggio-Douglas PD-808 era un bireattore da nove posti, con ala bassa e impennaggio convenzionale, realizzato dall'azienda italiana Piaggio in collaborazione con la statunitense Douglas Aircraft Company.